# Scharfer Hahnenfuß
Der Scharfe Hahnenfuß (Ranunculus acris) ist eine Pflanzenart aus der Gattung Hahnenfuß (Ranunculus) innerhalb der Familie der Hahnenfußgewächse (Ranunculaceae). In einigen Regionen Deutschlands und in der deutschsprachigen Schweiz wird sie – wie allerdings manche anderen gelbblühenden Wiesenblumen auch – manchmal als Butterblume bezeichnet (vergleiche beispielsweise auch Kriechender Hahnenfuß).

## Beschreibung

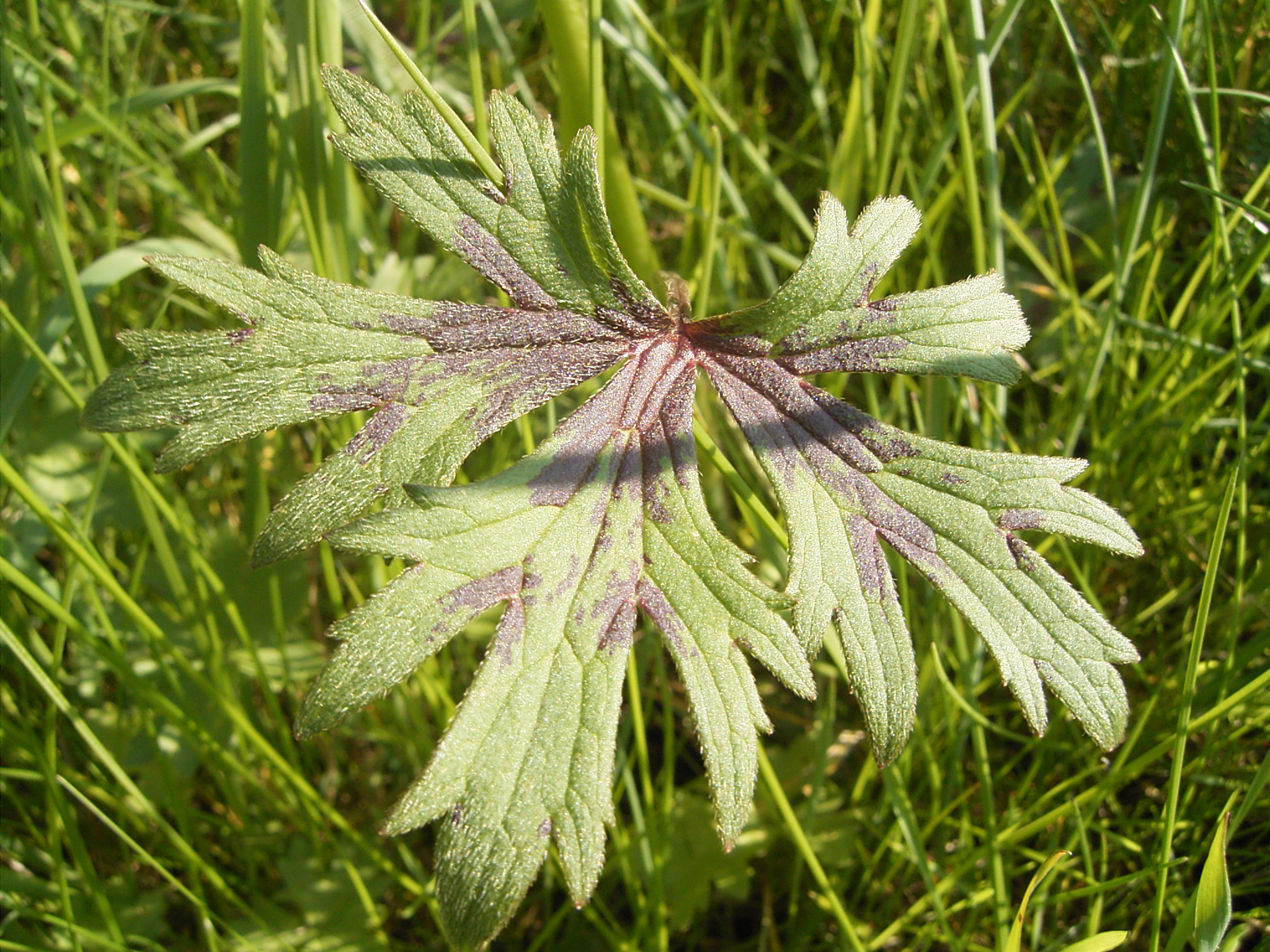
Stängelblatt

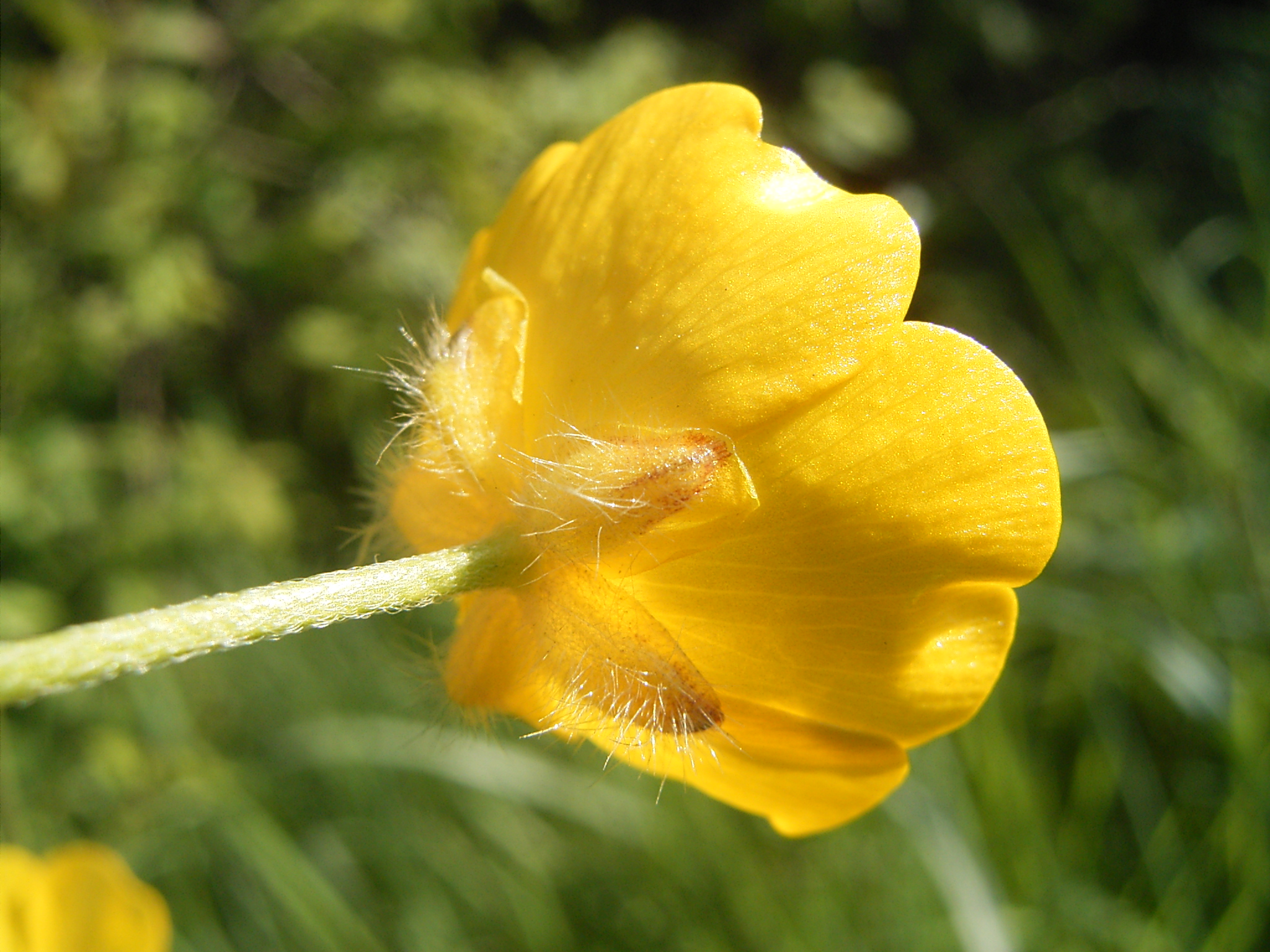
Blüte von unten mit behaarten, ausgebreiteten Kelchblättern und kronblattartigen Nektarblättern

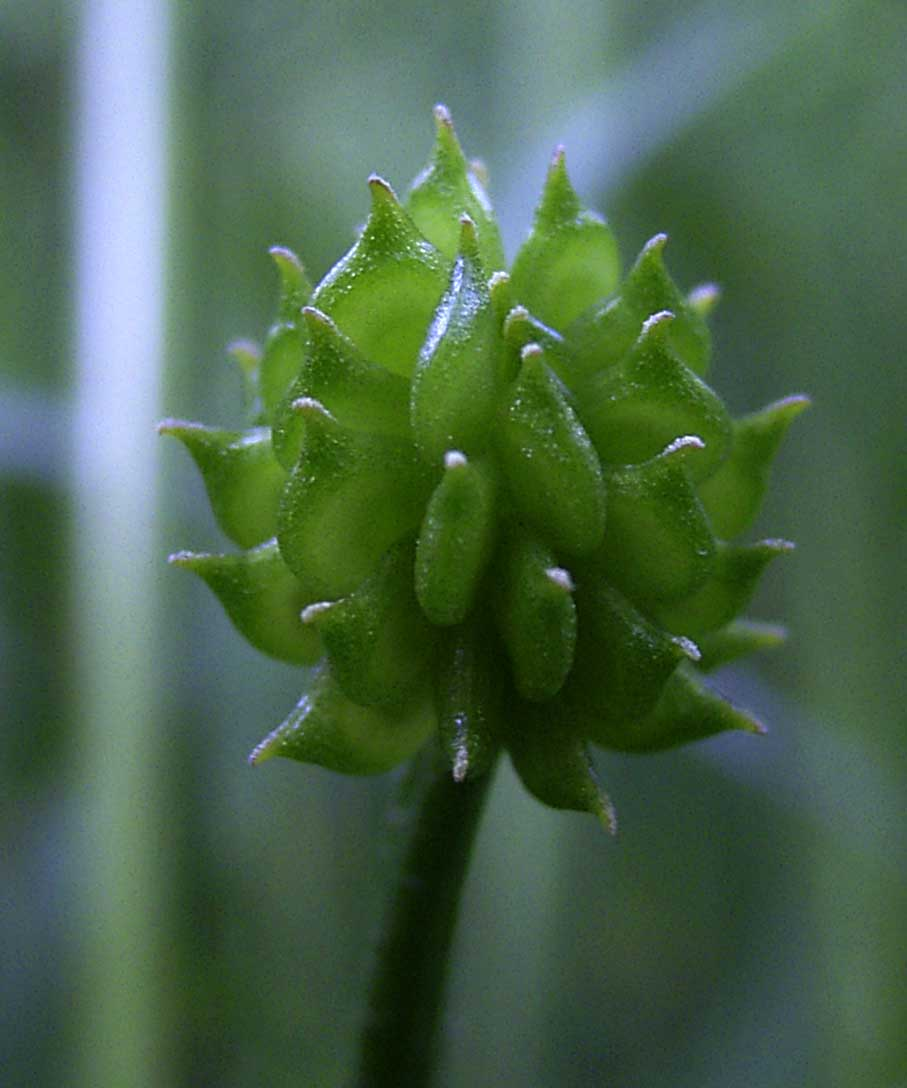
Junge Sammelfrucht mit vielen geschnäbelten Nüsschen

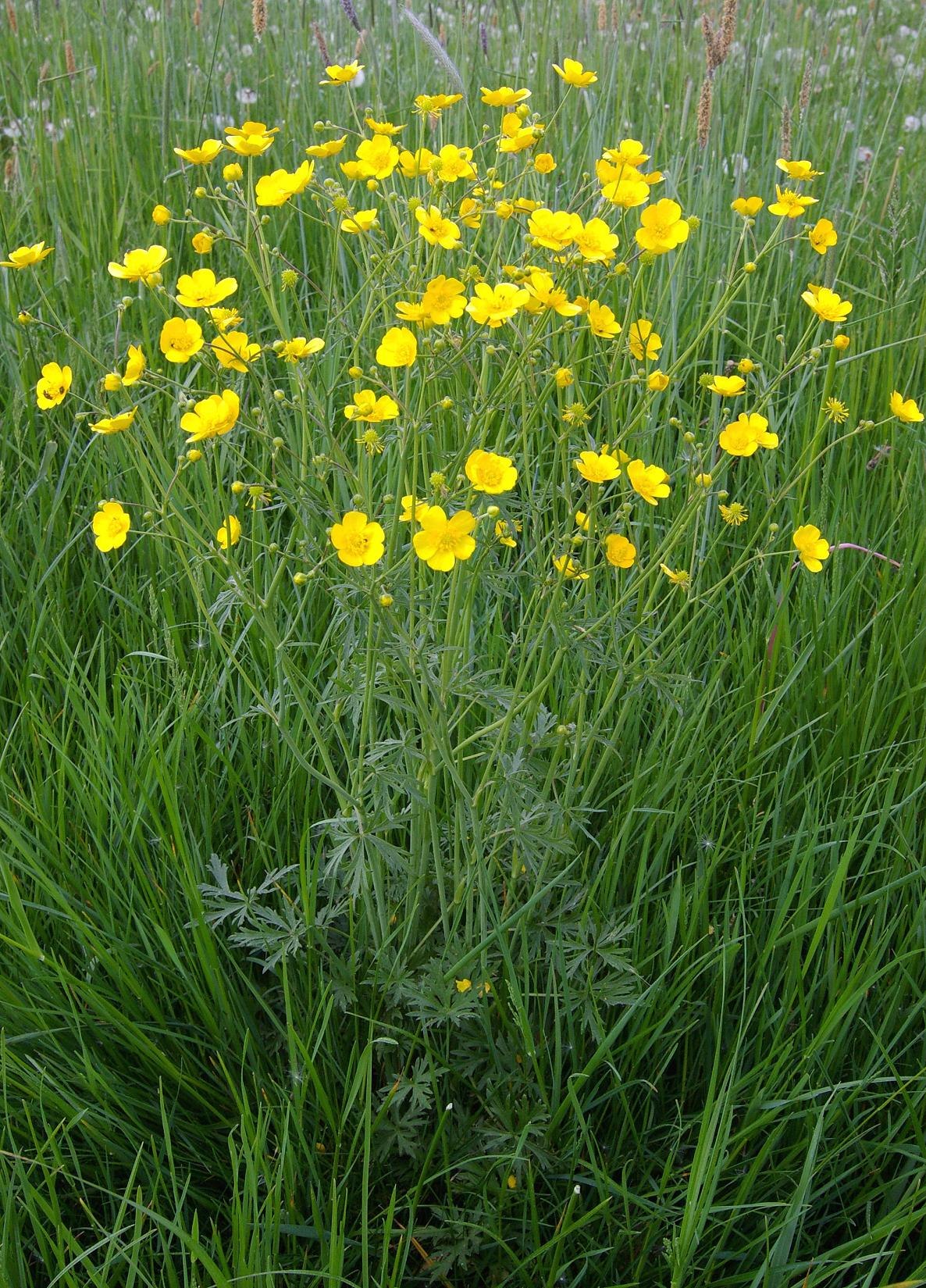
Habitus einer besonders kräftigen Pflanze in gedüngter Wiese

### Erscheinungsbild und Laubblatt
Der Scharfe Hahnenfuß wächst als ausdauernde krautige Pflanze und erreicht Wuchshöhen von 30 bis 110 Zentimetern. Es wird manchmal ein Rhizom gebildet. Die oberirdischen Pflanzenteile sind kahl. Die Stängel sind rund und nicht gefurcht.
Die Laubblätter sind grundständig und am Stängel wechselständig verteilt angeordnet. Die relativ lang gestielten Grundblätter besitzen eine Blattspreite, die mit einer Länge von 1,8 bis 5,2 Zentimetern sowie einer Breite von 2,7 bis 9,8 Zentimetern einen pentagonalen Umriss und sind drei- bis fünfteilig, mit ein- bis dreifach tief geteilten oder gelappten Abschnitten. Der oberste Abschnitt ist schmal elliptisch oder länglich bis lanzettlich mit einem gelappten bis gezähnten Rand und einem spitzen oder gerundeten Ende. Bei den Stängelblättern ist die Blattspreite drei- bis fünfteilig und eingeschnitten gezähnt. Je weiter oben sich die Laubblätter am Stängel befinden, desto kürzer ist der Blattstiel.

### Generative Merkmale
Die Blütezeit reicht von Mai bis Oktober. Der Blütenstiel ist rund und nicht gefurcht.
Die zwittrigen Blüten sind bei Durchmessern von 1 bis 2,5 Zentimeter radiärsymmetrisch und fünfzählig mit doppelter Blütenhülle. Der Blütenboden (Receptaculum) ist kahl. Die fünf rau behaarten, meist 4 bis 6, selten bis zu 9 Millimeter langen und 25 Millimeter breiten, kelchblattähnlichen Kelchblätter sind ausgebreitet und den Kronblättern anliegend (beim Knolligen Hahnenfuß sind sie zurückgeschlagen). Die zumeist fünf kronblattartigen, leuchtend goldgelben, leicht glänzenden Nektarblätter (entsprechen umgewandelten Staubblättern) sind meist 8 bis 11 (bis 17) Millimeter lang und 7 bis 13 Millimeter breit. Die Nektarblätter besitzen eine basale Schuppe, in der sich die Nektardrüse befindet.
In einer mit einem Durchmesser von meist 5 bis 7, selten bis zu 10 Millimetern kugelförmigen, kopfigen Sammelnussfrucht stehen viele Nüsschen zusammen. Die kahlen Nüsschen sind 2 bis 3 Millimeter lang und 1,8 bis 2,4 Millimeter breit, deren Rand eine mit 0,1 bis 0,2 Millimeter schmale Rippe formt. Der haltbare Schnabel ist deltaförmig mit einer geraden oder gekrümmten, mit 0,2 bis 1 Millimeter kurzen bis langen, pfriemförmigen Spitze. Fruchtreife ist von Juli bis Oktober.
Die Chromosomenzahl beträgt für die Unterarten Ranunculus acris subsp. acris und für Ranunculus acris subsp. friesianus jeweils 2n = 14.

## Ökologie
Der Scharfe Hahnenfuß wurzelt bis 50 Zentimeter tief.
Blütenökologisch handelt es sich um „Nektar führende Scheibenblumen“. Die Blütenbesucher sind zahlreich, aber auch die Selbstbestäubung ist erfolgreich. In England wurden auch rein weibliche Pflanzen (mit kleineren Blüten) beobachtet.
Die nur 1,5 mg schweren Nüsschen können sich als Segelflieger ausbreiten; daneben ist auch eine Darmausbreitung durch Rinder und eine Menschenausbreitung möglich.

## Vorkommen
Der Scharfe Hahnenfuß besitzt ein weites Verbreitungsgebiet auf der Nordhalbkugel in Eurasien und Nordamerika. Innerhalb Europas kommt er nur in Portugal und in der Türkei nicht vor. In Mitteleuropa kommt er sehr häufig vor.
Er gedeiht in Höhenlagen von 0 bis 2300 Metern, am Stilfser Joch sogar bis zu 2757 Metern. Ranunculus acris wächst auf Wiesen und in Gebüschen. Er besiedelt in Mitteleuropa vor allem Fettwiesen, deren Aussehen er während seiner Blütezeit prägen kann; auf Weiden bleibt er oft in Inseln stehen. Der Scharfe Hahnenfuß gedeiht am besten auf nährstoff- und stickstoffreichen Lehmböden, die feucht, aber nicht ausgesprochen nass sein sollten. Er ist eine Charakterart der Klasse Molinio-Arrhenatheretea und kommt optimal in Pflanzengesellschaften der Verbände Arrhenatherion, Polygono-Trisetion und Calthion, seltener in denen der Verbände Molinion oder Mesobromion vor.

## Inhaltsstoffe und Giftigkeit
Giftig sind alle Pflanzenteile, besonders die Wurzeln.
Hauptwirkstoffe sind Ranunculin, Protoanemonin, das sich beim Trocknen sehr rasch zu dem weniger aktiven Anemonin dimerisiert und dann in Anemoninsäure übergeht.
Protoanemonin und Anemonin wirken gegen Wurmerkrankungen (vermizid) und besitzen antibiotische Eigenschaften. Anemonin wirkt krampflösend (spasmolytisch).
Vergiftungserscheinungen: Vergiftungen sind beim Menschen relativ selten. Eingenommen verursacht der Saft Brennen im Mund, Brechen, Magen- und Leibschmerzen, Durchfall, allgemeine Körperschmerzen, konvulsivische Anfälle, Betäubung, Schwindel, Abnahme der Herzleistung und Atemnot (Dyspnoe).
Beim Vieh treten Vergiftungen gewöhnlich nur bei massenhaftem Auftreten des Scharfen Hahnenfußes auf Weiden oder durch Verfütterung von hahnenfußreichem Gras in frischem Zustand auf. Die getrocknete Pflanze (beispielsweise Heu) ist durch die Dimerisation des Protoanemonins praktisch unwirksam und daher auch in großen Mengen für das Vieh unschädlich.
Der Pflanzensaft verursacht auf der Haut Rötung, Schwellung und Blasenbildung. Geschwür- und Gangränartige Reaktionen können auftreten. Es handelt sich dabei um eine irritative, d. h. nicht allergische Erscheinung. Entzündungen an den Schleimhäuten der Nase und der Augen sind dagegen durch die Pollen des Scharfen Hahnenfußes verursacht, sie bewirken Heuschnupfen als eine inhalative Allergie vom Soforttyp.

## Systematik
Die Erstveröffentlichung von Ranunculus acris erfolgte 1753 durch Carl von Linné in Species Plantarum, Tomus I, S. 554. Das Wort acris (scharf) hatte er von Caspar Bauhin (1560–1624) übernommen.
In Europa wurden 1989 von Ranunculus acris vier Unterarten gelistet:
- Ranunculus acris L. subsp. acris: Das Rhizom ist kurz und senkrecht im Boden.[7] Die ökologischen Zeigerwerte nach Landolt et al. 2010 sind für Ranunculus acris subsp. acris in der Schweiz: Feuchtezahl F = 3w+ (mäßig feucht aber stark wechselnd), Lichtzahl L = 3 (halbschattig), Reaktionszahl R = 3 (schwach sauer bis neutral), Temperaturzahl T = 3 (montan), Nährstoffzahl N = 3 (mäßig nährstoffarm bis mäßig nährstoffreich), Kontinentalitätszahl K = 4 (subkontinental), Salzzahl 1 (tolerant).[8]
- Ranunculus acris subsp. borealis (Regel) Nyman: Sie kommt in Europa besonders im Nordosten vor.
- Ranunculus acris subsp. friesianus (Jordan) Rouy & Fouc.: Das Rhizom ist 3 bis 10 Zentimeter lang[3] und horizontal umgebogen.[7] Die Heimat ist in Europa: Spanien, Frankreich, Deutschland, Schweiz, Österreich, Italien, Griechenland, sonst auch verschleppt. Die ökologischen Zeigerwerte nach Landolt et al. 2010 sind für Ranunculus acris subsp. friesianus in der Schweiz: Feuchtezahl F = 3w (mäßig feucht aber mäßig wechselnd), Lichtzahl L = 3 (halbschattig), Reaktionszahl R = 3 (schwach sauer bis neutral), Temperaturzahl T = 3 (montan), Nährstoffzahl N = 4 (nährstoffreich), Kontinentalitätszahl K = 2 (subozeanisch).[8]
- Ranunculus acris subsp. pumilus (Wahlenb.) Á.Löve & D.Löve: Sie kommt in Europa im äußersten Norden besonders in Island vor.

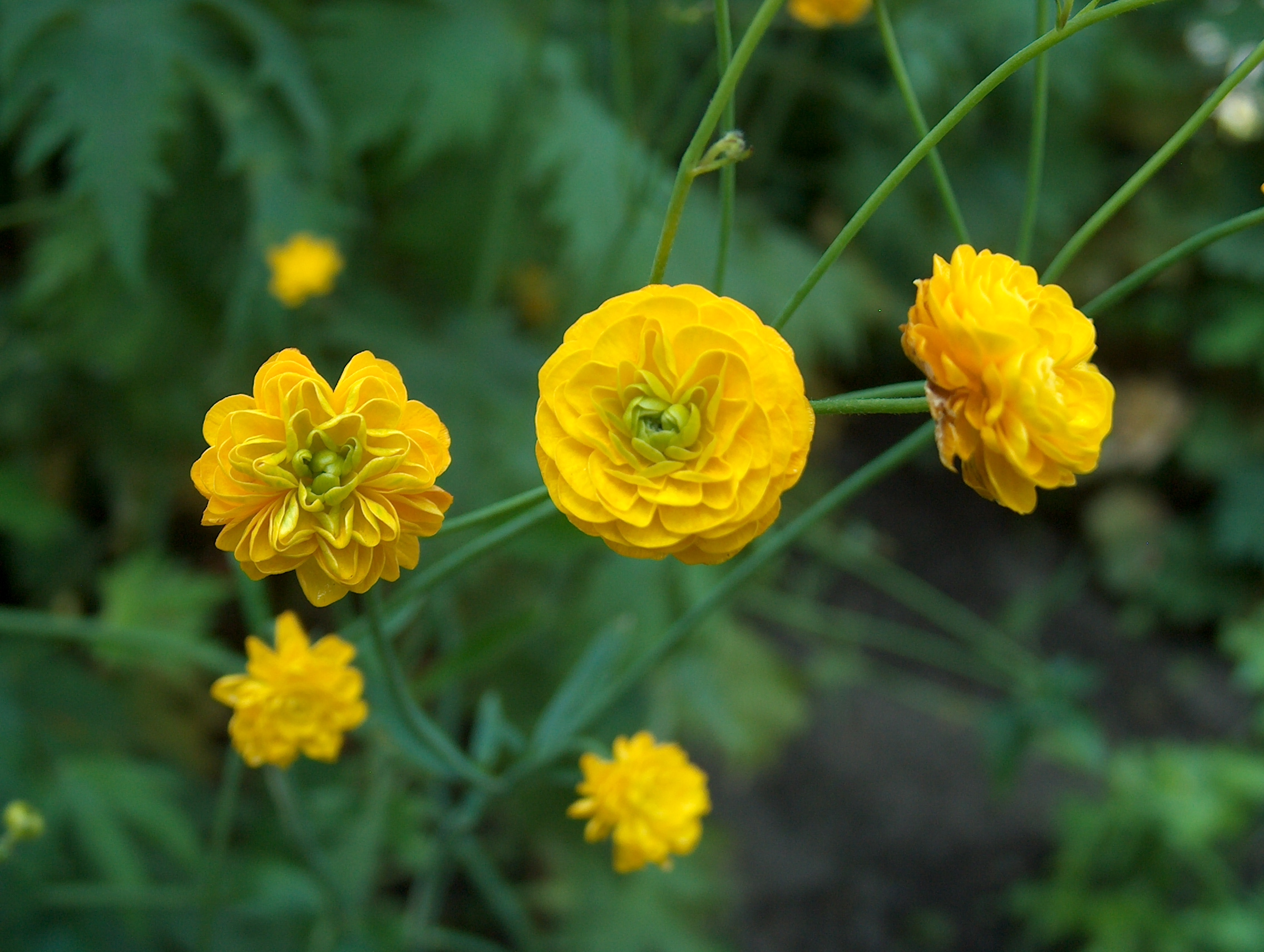
Gefülltblühende Sorte Ranunculus acris ‘Multiplex’

## Nutzung
Ranunculus acris ‘Multiplex’ ist eine auffallend leuchtend gelb gefülltblühende Sorte des Scharfen Hahnenfußes. Diese Zierpflanze blüht von Mai bis Juni und erreicht Wuchshöhen von etwa 60 Zentimeter. Sie gedeiht in naturnahen Gärten, meist in der Nähe von Gewässern.

## Weiterführende Literatur
- Oskar Sebald: Wegweiser durch die Natur. Wildpflanzen Mitteleuropas. ADAC Verlag, München 1989, ISBN 3-87003-352-5.
- Gertrud Scherf: Wiesenblumen. Der etwas andere Naturführer. BLV, München 2004, ISBN 3-405-16909-7.